# Langleyville
Langleyville es un lugar designado por el censo del condado de Christian, Illinois, Estados Unidos. Según el censo de 2020, tiene una población de 391 habitantes.
En los Estados Unidos, un lugar designado por el censo (traducción literal de la frase en inglés census-designated place, CDP) es una concentración de población identificada por la Oficina del Censo exclusivamente para fines estadísticos. No tiene reconocimiento oficial ni estatuto municipal. 

## Geografía
Está ubicado en las coordenadas 39°33′40″N 89°21′37″O / 39.56111, -89.36028. Según la Oficina del Censo de los Estados Unidos, tiene una superficie total de 1.02 km², correspondientes en su totalidad a tierra firme.

## Demografía
Según el censo de 2020, hay 391 personas residiendo en la zona. La densidad de población es de 383.33 hab./km². El 91.56% de los habitantes son blancos, el 0.26% es amerindio, el 0.51% son asiáticos, el 0.26% es de otra raza y el 7.42% son de una mezcla de razas. Del total de la población, el 0.51% son hispanos o latinos de cualquier raza.